# Джеймс Меттіс
Дже́ймс Норман «Скажений Пес» Ме́ттіс (англ. James Norman Mattis; нар. 8 вересня 1950, Пулмен, Вашингтон, США) — американський військовослужбовець, головнокомандувач Центрального командування США (2010—2013), головнокомандувач Міжвидового командування збройних сил США (2007—2010), верховний головнокомандувач об'єднаного командування ОЗС НАТО з питань трансформації (2007—2009). До цього — командир 1-го експедиційного корпусу морської піхоти США і 1-ї дивізії морської піхоти. Генерал у відставці. Міністр оборони США (2017—2018).

## Біографічні відомості

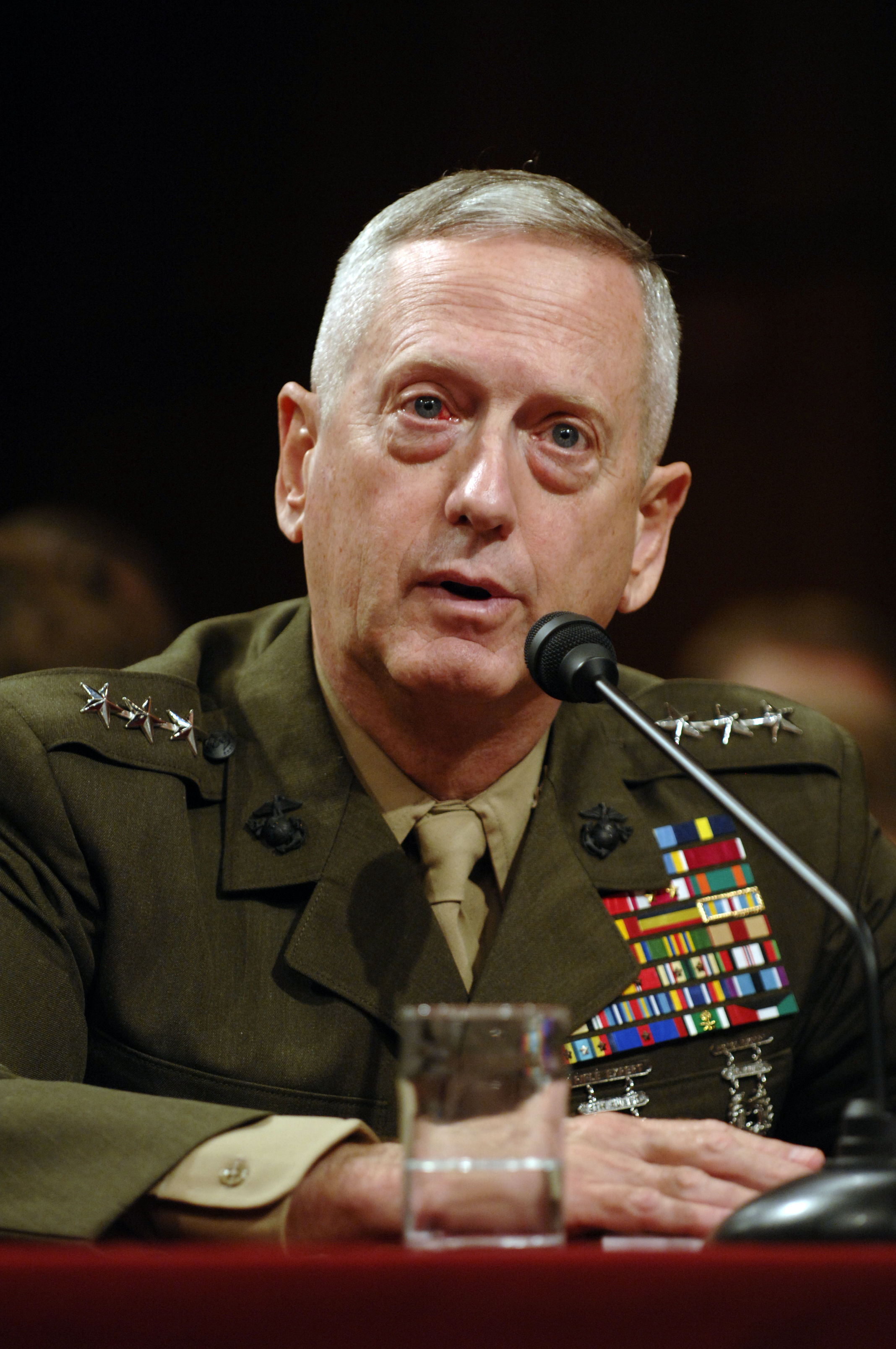
Джеймс Меттіс перед призначенням у 2007 році Верховним головнокомандувачем ОЗС НАТО з питань трансформації

Джеймс Норман Меттіс народився 8 вересня 1950 року в місті Пулмен, що в окрузі Вітмен (штат Вашингтон). Після закінчення навчання в середній школі Річланда вступив до Центрального університету Вашингтону. 1 січня 1972 року закінчив університет у званні другого лейтенанта. Призначений командиром взводу 3-ї дивізії морської піхоти. Пізніше, отримавши звання капітана, призначений командувачем роти. За бездоганну службу отримав звання майора і переведений до призовного пункту 12-го району Корпусу морської піхоти США, що в Портленді.
Командував 1-м батальйоном 7-го полку морської піхоти, а потім 1-ю експедиційною бригадою морської піхоти. Отримав звання підполковника.
Брав участь в операції «Непохитна свобода» в Афганістані, де командував оперативно-тактичною групою. Як командир цієї групи, він став першим офіцером, що командував групою у званні бригадного генерала.
У 2003 році командував 1-ю дивізією морської піхоти. В цьому ж році підвищений до звання генерал-майора. Брав участь в операціях на території Іраку. У 2004 році Меттіс зіграв ключову роль в битві за Фаллуджу, ставши посередником переговорів між коаліційними силами та повстанцями. Пізніше отримав звання генерал-лейтенанта.
У 2007 році призначений верховним головнокомандувачем об'єднаного командування ОЗС НАТО з питань трансформації. До 2010 року він також за сумісництвом обіймав посаду командувача міжвидового командування збройних сил США.
11 серпня 2010 року призначений головнокомандувачем Центрального командування США. У 2013 році подав у відставку.

## Політична кар'єра
1 грудня 2016 обраний президент США Дональд Трамп оголосив про намір номінувати Меттіса на посаду міністра оборони..
Меттіс був головним автором прийнятої в січні 2018 року оборонної стратегії США (National Defense Strategy), в якій Росія нарівні з Китаєм, КНДР, Іраном і терористичними угрупованнями була названа головною загрозою для США.
Меттіс послідовно виступав за стримування Росії і КНР, які, на його думку, хочуть створити світовий порядок, який відповідає авторитарної моделі держави, яка просувається ними. Він також наполягав на збереженні американського військового партнерства з європейськими країнами і Південною Кореєю і, як стверджує в своїй книзі «Страх» журналіст Роберт Вудворд, саме Меттіс і його колегам вдалося запобігти розриву військового співробітництва між США і Південною Кореєю, на якому наполягав Трамп. У книзі також стверджується, що Меттісу вдалося пом'якшити плани ракетного удару США по Сирії в квітні 2017 року. У підсумку по авіабазі Еш-Шайрат було випущено лише 59 ракет. При цьому Меттісу не вдалося переконати президента Трампа від виходу з угоди щодо іранської ядерної програми, досягнутої в 2015 році.
20 грудня 2018 року стало відомо про відставку Меттіса. Це відбулося практично відразу ж після прийняття президентом Трампом рішення про виведення американського військового контингенту з Сирії і витоку інформації про плановане виведення як мінімум половини американського контингенту з Афганістану.
У листі на ім'я президента, який Меттіс опублікував на сайті міністерства оборони, він заявив, що розділяє переконання Трампа в тому, що США не «повинні бути світовим поліцейським» і що головною метою зовнішньої політики США має бути забезпечення власної безпеки і допомоги союзникам. Меттіс підкреслив свою прихильність політиці стримування впливу Китаю та Росії, а також вказав на необхідність поважати партнерів США по НАТО. При цьому, як випливає з листа, погляди Меттіса не збігалися з позицією президента.
Подавши у відставку, Меттіс планував залишатися на своєму посту до кінця лютого 2019 року, однак президент Трамп ухвалив рішення, що Пентагон вже з 1 січня 2019 року очолить Патрік Шенаген.

## Популярність

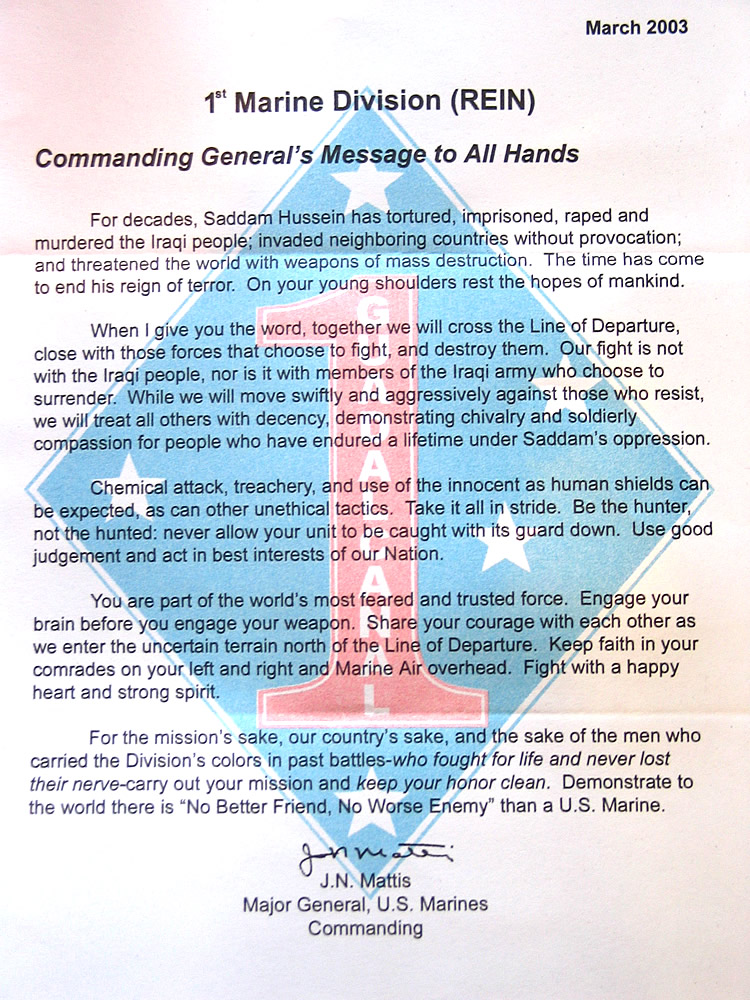
Лист Джеймса Меттіса адресований 1-й дивізії Корпусу морської піхоти перед початком війни в Іраку (2003 р.)

Популярність, а також різку критику Меттіс отримав 1 лютого 2005 року, коли під час свого виступу на форумі в Сан-Дієго він сказав наступне:

В Афганістані ви побачите, що є хлопці, які дають жінкам ляпаса тільки за те, що вони не носять чадру. У такого хлопця у будь-якому випадку не залишилося нічого від чоловіка. Так що це дуже весело — стріляти в них. Битися — це велике задоволення. Стріляти в деяких людей — це просто здорово і забавно. Я буду відвертий перед вами: мені подобається це.
Оригінальний текст (англ.)
You go into Afghanistan, you got guys who slap women around for five years because they didn't wear a veil. You know, guys like that ain't got no manhood left anyway. So it's a hell of a lot of fun to shoot them. Actually, it's a lot of fun to fight. You know, it's a hell of a hoot. It's fun to shoot some people. I'll be right upfront with you, I like brawling.

Висловлення Меттіса викликало неоднозначні суперечки, і генерал Майкл Хейгі (командувач Корпусу морської піхоти США) вимушений був виступити із заявою, в якій він дорікнув Меттісу, щоб той добирав слова більш ретельно.

## Образ в мистецтві
У 2008 році на екрани вийшов телесеріал Покоління вбивць, в якому актор Роберт Джон Бурке зіграв генерала Джеймса Меттіса.

## Нагороди
| Стрічка | Назва                                            |
|         | Медаль за видатну службу в Збройних силах        |
|         | Медаль «За видатні заслуги»                      |
|         | Медаль за відмінну службу в Збройних силах США   |
|         | Легіон Заслуг                                    |
|         | Бронзова Зірка                                   |
|         | Медаль за похвальну службу                       |
|         | Медаль за досягнення                             |
|         | Бойова стрічка                                   |
|         | Подяка Президента                                |
|         | Нагорода за видатну єдність частини              |
|         | Подяка частині військово-морського флоту         |
|         | Відзнака за видатні заслуги                      |
|         | Експедиційна медаль Корпусу морської піхоти      |
|         | Медаль за службу національній обороні            |
|         | Медаль за участь у війні в Затоці                |
|         | Медаль за кампанію в Афганістані                 |
|         | Медаль за Іракську кампанію                      |
|         | Експедиційна медаль за війну з тероризмом        |
|         | Медаль за службу у війні з тероризмом            |
|         | Медаль за гуманітарну допомогу                   |
|         | Відзнака за службу в морі                        |
|         | Медаль польської армії (Польща)                  |
|         | Медаль за визволення Кувейту (Саудівська Аравія) |
|         | Медаль визволення (Кувейт)                       |
|         | Медаль НАТО                                      |